# Cliff Letcher
Cliff Letcher (* 9. Februar 1952 in Pyramid Hill, Victoria; † 31. Dezember 2004) war ein australischer Tennisspieler, der für Österreich im Davis Cup antrat.

## Karriere
In seiner Jugend war Letchers größter Erfolg der Juniorentitel 1971 im Einzel bei den Australian Open.
1974 erhielt er das Angebot für die österreichische Davis-Cup-Mannschaft zu spielen. 1977 und 1978 trat er viermal für Österreich an und konnte vier seiner acht Matches gewinnen.
Im Jahr 1976 musste er aufgrund einer Knieverletzung ein halbes Jahr lang pausieren. Nach dieser Verletzung feierte Letcher seine größten sportlichen Erfolge im Doppel. Im September 1976 erreichte er mit Paul Kronk das Doppelfinale der US Open. Vier Monate später gelang ihm sein erster und einziger Doppeltitel auf der Tour. Mit Dick Stockton gewann er das Turnier in Adelaide. Hierauf folgten acht weitere Doppelfinalteilnahmen bei hochdotierten Turnieren, beispielsweise die Finals der Australian Open 1978 und 1979, die er mit Paul Kronk beide verlor. Zwischen 1979 und 1981 konnte er mit unterschiedlichen Doppelpartnern sieben Titel auf der Challenger Series gewinnen.
Er beendete 1983 seine aktive Tenniskarriere und arbeitete direkt im Anschluss daran als Tennislehrer.

## Privates
Mit seiner Frau Catherine, die ebenfalls Tennisspielerin war, hatte Cliff Letcher zwei Söhne und eine Tochter, die ebenfalls im Tennissport aktiv sind. Seine Tochter Sophie stand 2011 im Doppelwettbewerb der Australian Open.

## Erfolge
| Legende                   |
| Grand Slam                |
| Grand Prix (1)            |
| ATP Challenger Series (7) |

| ATP-Titel nach Belag |
| Hartplatz            |
| Sand                 |
| Rasen (1)            |
| Teppich              |

### Doppel

#### Turniersiege

##### ATP Tour
| Nr. | Datum           | Turnier  | Belag | Doppelpartner | Finalgegner          | Ergebnis |
| --- | --------------- | -------- | ----- | ------------- | -------------------- | -------- |
| 1.  | 16. Januar 1977 | Adelaide | Rasen | Dick Stockton | Syd Ball Kim Warwick | 6:3, 6:4 |

##### Challenger Tour
| Nr. | Datum           | Turnier   | Belag     | Doppelpartner   | Finalgegner                        | Ergebnis      |
| --- | --------------- | --------- | --------- | --------------- | ---------------------------------- | ------------- |
| 1.  | 10. Juni 1979   | Galatina  | Sand      | Ernie Ewert     | Gustavo Guerrero Alejandro Pierola | 6:2, 6:2      |
| 2.  | 14. Januar 1980 | Perth (1) | Rasen     | Syd Ball        | Dale Collings Dick Crealy          | 6:3, 6:4      |
| 3.  | 6. April 1980   | Shimizu   | Hartplatz | Syd Ball        | Chris Kachel John Marks            | 6:7, 6:3, 6:2 |
| 4.  | 27. April 1980  | Toyota    | Hartplatz | Syd Ball        | Chris Kachel Russell Simpson       | 6:3, 6:4      |
| 5.  | 6. Juli 1980    | Lugo      | Sand      | John Fitzgerald | Ricardo Cano Carlos Kirmayr        | 6:1, 6:3      |
| 6.  | 18. Januar 1981 | Perth (2) | Rasen     | Syd Ball        | Colin Dibley John James            | 3:6, 7:6, 8:6 |
| 7.  | 16. August 1981 | Royan     | Sand      | Warren Maher    | Anders Järryd Stefan Simonsson     | 7:5, 7:5      |

#### Finalteilnahmen
| Nr. | Datum              | Turnier             | Belag       | Doppelpartner   | Finalgegner                    | Ergebnis      |
| --- | ------------------ | ------------------- | ----------- | --------------- | ------------------------------ | ------------- |
| 1.  | 12. September 1976 | US Open             | Sand        | Paul Kronk      | Tom Okker Marty Riessen        | 4:6, 4:6      |
| 2.  | 13. Februar 1977   | Miami               | Sand        | Paul Kronk      | Brian Gottfried Raúl Ramírez   | 5:7, 4:6      |
| 3.  | 13. März 1977      | Hampton             | Teppich (i) | Paul Kronk      | Sandy Mayer Stan Smith         | 4:6, 3:6      |
| 4.  | 22. Mai 1977       | Düsseldorf          | Sand        | Paul Kronk      | Jürgen Faßbender Karl Meiler   | 3:6, 3:6      |
| 5.  | 1. August 1977     | Louisville          | Sand        | Chris Kachel    | John Alexander Phil Dent       | 1:6, 4:6      |
| 6.  | 14. August 1977    | Indianapolis        | Sand        | Dick Crealy     | Patricio Cornejo Jaime Fillol  | 7:6, 4:6, 3:6 |
| 7.  | 3. Januar 1979     | Australian Open (1) | Rasen       | Paul Kronk      | Wojciech Fibak Kim Warwick     | 6:7, 5:7      |
| 8.  | 2. Januar 1980     | Australian Open (2) | Rasen       | Paul Kronk      | Peter McNamara Paul McNamee    | 6:7, 2:6      |
| 9.  | 19. Dezember 1982  | Sydney              | Rasen       | Craig A. Miller | John Alexander John Fitzgerald | 4:6, 6:7      |